# Todd Creek
Todd Creek är en ort i Adams County, Colorado, USA.